# Liga Femenina 2 de baloncesto 2003-04
La Liga Femenina 2 de baloncesto 2003-04 fue la 3.ª temporada de la segunda máxima competición de clubes femeninos de baloncesto en España, organizada por la Federación Española de Baloncesto.

## Formato
- Liga regular: participaron 27 equipos divididos en dos grupos, el Grupo A (14 equipos) y el Grupo B (13 equipos). En cada grupo jugaron todos contra todos en partidos de ida/vuelta en 26 y 24 jornadas respectivamente.
- Playoffs de ascenso: los cuatro primeros de ambos grupos los disputaron en eliminatorias de cuartos, semifinales y final para determinar los dos equipos que ascenderían a Liga Femenina. Los cuartos y semifinales se disputaron al mejor de tres partidos y la final a partido único. Los ganadores de las semifinales conseguían el  ascenso deportivo a Liga Femenina y el vencedor en la final el título de campeón de la categoría.[1]
- Playoffs de descenso: lo disputaron el 12.º (Gr. A) contra el 13.º (Gr. B) y  el 12.º (Gr. B) contra el 13.º (Gr. A), al mejor de tres partidos. Descenderían a Primera División Femenina los dos perdedores. Descenso directo del  equipo 14.º del Grupo A en la liga regular.

## Equipos por comunidad autónoma

### Grupo A
| Comunidad autónoma  | N.º | Equipos |
| ------------------- | --- | --- |
| Asturias            | 2   | E.Santos-ADBA (Avilés) Universidad de Oviedo (Oviedo)                                                                                  |
| Canarias            | 1   | Isla de Tenerife (Santa Cruz de Tenerife)                                                                                              |
| Castilla y León     | 3   | La Cistérniga Ponce (Valladolid) Universidad de Valladolid (Valladolid) Acis Mercaleón (León)                                          |
| Castilla-La Mancha  | 1   | Guadalajara (Guadalajara) |
| Comunidad de Madrid | 2   | Motiva Real Canoe NC (Madrid) Canal de Isabel II (Coslada)                                                                             |
| Extremadura         | 1   | Don Frío Cáceres (Cáceres) |
| Galicia             | 4   | Vidrogal - Alumisan (Santiago de Compostela) CB Arxil Comervia (Pontevedra) Pabellón Ourense (Orense) Universitario de Ferrol (Ferrol) |

### Grupo B
| Comunidad autónoma   | N.º | Equipos |
| -------------------- | --- | --- |
| Andalucía            | 2   | CD Universidad de Córdoba (Córdoba) Aifos (Linares)                                                                                              |
| Aragón               | 1   | AD Stadium Casablanca (Zaragoza) |
| Cataluña             | 5   | Segle XXI (Barcelona) SR Lima-Horta (Barcelona) BF Viladecans Proinosa (Viladecans) CN Tàrrega (Tárrega) Set 96 - CB Olesa (Olesa de Montserrat) |
| Comunidad Valenciana | 1   | Univ. Alicante Akra Leuka (Alicante) |
| Islas Baleares       | 2   | Nacex Jovent (Palma) Olis Sóller (Sóller) |
| País Vasco           | 2   | Irlandesas UPV (Lejona) Tabirako (Durango) |

## Liga Regular

### Grupo A
| | Equipo                    | Puntos | J  | G  | P  | PF   | PC   | DP   |
| --- | ------------------------- | ------ | -- | -- | -- | ---- | ---- | ---- |
| 1 | Motiva Real Canoe NC      | 48     | 26 | 22 | 4  | 1935 | 1671 | 264  |
| 2 | Acis Mercaleón            | 48     | 26 | 22 | 4  | 1809 | 1506 | 303  |
| 3 | CB Arxil Comervia         | 43     | 26 | 17 | 9  | 1753 | 1629 | 124  |
| 4 | E.Santos-ADBA             | 43     | 26 | 17 | 9  | 1872 | 1723 | 149  |
| 5 | Universitario de Ferrol   | 43     | 26 | 17 | 9  | 1884 | 1762 | 122  |
| 6 | Don Frío Cáceres          | 41     | 26 | 15 | 11 | 1755 | 1730 | 25   |
| 7 | Canal de Isabel II        | 40     | 26 | 14 | 12 | 1689 | 1633 | 56   |
| 8 | La Cistérniga Ponce       | 37     | 26 | 11 | 15 | 1635 | 1603 | 32   |
| 9 | Guadajara                 | 36     | 26 | 10 | 16 | 1805 | 1853 | -48  |
| 10 | Isla de Tenerife          | 36     | 26 | 10 | 16 | 1693 | 1745 | -52  |
| 11 | Pabellón Ourense          | 35     | 26 | 9  | 17 | 1443 | 1640 | -197 |
| 12 | Vidrogal - Alumisan       | 34     | 26 | 8  | 18 | 1421 | 1610 | -189 |
| 13 | Universidad de Oviedo     | 33     | 26 | 7  | 19 | 1569 | 1820 | -251 |
| 14 | Universidad de Valladolid | 29     | 26 | 3  | 23 | 1523 | 1852 | -329 |
| Fuente: Federación Española de Baloncesto: Clasificación de la Liga Femenina 2 - Grupo A; actualización automática |                           |        |    |    |    |      |      |      |

### Grupo B
| | Equipo                    | Puntos | J  | G  | P  | PF   | PC   | DP   |
| --- | ------------------------- | ------ | -- | -- | -- | ---- | ---- | ---- |
| 1 | Olis Sóller               | 45     | 24 | 21 | 3  | 1713 | 1384 | 329  |
| 2 | BF Viladecans Proinosa    | 41     | 24 | 17 | 7  | 1777 | 1577 | 200  |
| 3 | Nacex Jovent              | 40     | 22 | 18 | 4  | 1597 | 1373 | 224  |
| 4 | Aifos                     | 39     | 22 | 17 | 5  | 1746 | 1487 | 259  |
| 5 | CD Universidad de Córdoba | 37     | 24 | 13 | 11 | 1799 | 1677 | 122  |
| 6 | Set 96 - CB Olesa         | 36     | 24 | 12 | 12 | 1735 | 1724 | 11   |
| 7 | SR Lima-Horta             | 35     | 24 | 11 | 13 | 1651 | 1709 | -58  |
| 8 | AD Stadium Casablanca     | 34     | 24 | 10 | 14 | 1558 | 1655 | -97  |
| 9 | Segle XXI                 | 33     | 24 | 9  | 15 | 1542 | 1717 | -175 |
| 10 | CN Tàrrega                | 32     | 24 | 8  | 16 | 1575 | 1671 | -96  |
| 11 | Irlandesas UPV            | 32     | 24 | 8  | 16 | 1557 | 1696 | -139 |
| 12 | Tabirako                  | 31     | 24 | 7  | 17 | 1448 | 1703 | -255 |
| 13 | Univ. Alicante Akra Leuka | 27     | 24 | 3  | 21 | 1559 | 1884 | -325 |
| Fuente: Federación Española de Baloncesto: Clasificación de la Liga Femenina 2 - Grupo B; actualización automática |                           |        |    |    |    |      |      |      |

## Playoffs de ascenso
|  | Cuartos | Cuartos                   | Cuartos        | Cuartos        | Cuartos |    |                      | Semifinales          | Semifinales | Semifinales | Semifinales | Semifinales |  |                      | Final                | Final | Final |  |
|  |         |                           |                |                |         |    |                      |                      |             |             |             |             |  |                      |                      |       |       |  |
|  |         |                           |                |                |         |    |                      |                      |             |             |             |             |  |                      |                      |       |       |  |
|  | 1A      | Motiva Real Canoe NC      | 76             | 86             | –       |    |                      |                      |             |             |             |             |  |                      |                      |       |       |  |
|  | 1A      | Motiva Real Canoe NC      | 76             | 86             | –       |    |                      |                      |             |             |             |             |  |                      |                      |       |       |  |
|  | 4B      | CD Universidad de Córdoba | 63             | 65             | –       |    |                      |                      |             |             |             |             |  |                      |                      |       |       |  |
|  | 4B      | CD Universidad de Córdoba | 63             | 65             | –       |    | Motiva Real Canoe NC | Motiva Real Canoe NC | 73          | 70          | 66          |             |  |                      |                      |       |       |  |
|  |         |                           |                |                |         |    | Motiva Real Canoe NC | Motiva Real Canoe NC | 73          | 70          | 66          |             |  |                      |                      |       |       |  |
|  |         |                           | Nacex Jovent   | Nacex Jovent   | 55      | 74 | 61                   |                      |             |             |             |             |  |                      |                      |       |       |  |
|  | 2B      | Nacex Jovent              | Nacex Jovent   | Nacex Jovent   | 55      | 74 | 61                   | 65                   | 79          | –           |             |             |  |                      |                      |       |       |  |
|  | 2B      | Nacex Jovent              |                |                |         |    |                      |                      |             | –           |             |             |  |                      |                      |       |       |  |
|  | 3A      | CB Arxil Comervia         | 57             | 60             | –       |    |                      |                      |             |             |             |             |  |                      |                      |       |       |  |
|  | 3A      | CB Arxil Comervia         | 57             | 60             | –       |    |                      |                      |             |             |             |             |  | Motiva Real Canoe NC | Motiva Real Canoe NC | 68    |       |  |
|  |         |                           |                |                |         |    |                      |                      |             |             |             |             |  | Motiva Real Canoe NC | Motiva Real Canoe NC | 68    |       |  |
|  |         |                           | Acis Mercaleón | Acis Mercaleón | 65      |    |                      |                      |             |             |             |             |  |                      |                      |       |       |  |
|  | 2A      | Acis Mercaleón            | Acis Mercaleón | Acis Mercaleón | 65      | 65 | 72                   | –                    |             |             |             |             |  |                      |                      |       |       |  |
|  | 2A      | Acis Mercaleón            |                |                |         |    |                      |                      |             |             |             |             |  |                      |                      |       |       |  |
|  | 3B      | BF Viladecans Proinosa    | 62             | 60             | –       |    |                      |                      |             |             |             |             |  |                      |                      |       |       |  |
|  | 3B      | BF Viladecans Proinosa    | 62             | 60             | –       |    | Acis Mercaleón       | Acis Mercaleón       | 65          | 58          | 64          |             |  |                      |                      |       |       |  |
|  |         |                           |                |                |         |    | Acis Mercaleón       | Acis Mercaleón       | 65          | 58          | 64          |             |  |                      |                      |       |       |  |
|  |         |                           | Olis Sóller    | Olis Sóller    | 57      | 67 | 54                   |                      |             |             |             |             |  |                      |                      |       |       |  |
|  | 1B      | Olis Sóller               | Olis Sóller    | Olis Sóller    | 57      | 67 | 54                   | 76                   | 75          | –           |             |             |  |                      |                      |       |       |  |
|  | 1B      | Olis Sóller               |                |                |         |    |                      |                      |             | –           |             |             |  |                      |                      |       |       |  |
|  | 4A      | E.Santos-ADBA             | 73             | 63             | –       |    |                      |                      |             |             |             |             |  |                      |                      |       |       |  |
|  | 4A      | E.Santos-ADBA             | 73             | 63             | –       |    |                      |                      |             |             |             |             |  |                      |                      |       |       |  |
|  |         |                           |                |                |         |    |                      |                      |             |             |             |             |  |                      |                      |       |       |  |

## Playoffs de descenso
|  | Semifinales | Semifinales               | Semifinales           | Semifinales           | Semifinales |    |                     | Descensos           | Descensos | Descensos |  |
|  |             |                           |                       |                       |             |    |                     |                     |           |           |  |
|  |             |                           |                       |                       |             |    |                     |                     |           |           |  |
|  | 12A         | Vidrogal - Alumisan       | 57                    | 71                    | –           |    |                     |                     |           |           |  |
|  | 12A         | Vidrogal - Alumisan       | 57                    | 71                    | –           |    |                     |                     |           |           |  |
|  | 13B         | Univ. Alicante Akra Leuka | 68                    | 79                    | –           |    |                     |                     |           |           |  |
|  | 13B         | Univ. Alicante Akra Leuka | 68                    | 79                    | –           |    | Vidrogal - Alumisan | Vidrogal - Alumisan | 0-2       |           |  |
|  |             |                           |                       |                       |             |    | Vidrogal - Alumisan | Vidrogal - Alumisan | 0-2       |           |  |
|  |             |                           | Universidad de Oviedo | Universidad de Oviedo | 1-2         |    |                     |                     |           |           |  |
|  | 12B         | Tabirako                  | Universidad de Oviedo | Universidad de Oviedo | 1-2         | 57 | 67                  | 58                  |           |           |  |
|  | 12B         | Tabirako                  |                       |                       |             | 57 | 67                  | 58                  |           |           |  |
|  | 13A         | Universidad de Oviedo     | 47                    | 68                    | 53          |    |                     |                     |           |           |  |
|  | 13A         | Universidad de Oviedo     | 47                    | 68                    | 53          |    |                     |                     |           |           |  |
|  |             |                           |                       |                       |             |    |                     |                     |           |           |  |

## Postemporada
Ascendieron a Liga Femenina:
- Motiva Real Canoe NC (Campeonas).
- Acis Mercaleón (Subcampeonas).

Descendieron de Liga Femenina:
- Rivas Futura.
- Cadi la Seu.

Descendieron a Primera División Fem:
- Aifos.[2]
- Universidad de Valladolid.
- Universidad de Oviedo.
- (  Vidrogal  - Alumisan también en posiciones de descenso, mantuvo la categoría al ocupar vacantes).

Renunció a la Liga Femenina 2:
- La Cistérniga Ponce.

Ascendieron desde Primera División Fem:
- Universidad de Burgos.
- Majadahonda CB.
- UE Mataró.
- Baloncesto Armijo Badajoz.
- Universidad Pública de Navarra (al ocupar vacantes).

La Liga Femenina 2 aumentaría a 28 equipos en la siguiente temporada.